# Otago Rugby Football Union
Otago Rugby Football Union è l'organo di governo del rugby a 15 nella regione neozelandese di Otago; la sua squadra compete nel campionato nazionale delle province, il National Provincial Championship, e la sede dei suoi incontri interni è a Dunedin.

## Rapporto con il Super Rugby
Dal momento dell'inizio della competizione del Super Rugby nel 1996, Otago è stata una delle tre union (insieme a Southland e North Otago) a comporre gli Highlanders, e tradizionalmente i giocatori di Otago costituivano la maggior parte della squadra degli Highlanders. Nel 2010 è cambiato il regolamento di affiliazione alle squadre del Super Rugby, per cui i giocatori sono liberi di firmare con qualsiasi squadra del Super Rugby con sede in Nuova Zelanda. 

## Riferimenti nella cultura di massa
- Il nome della squadra ha ispirato quello del gruppo musicale italiano Ex-Otago[1]; la squadra inoltre appare nel film neozelandese del 1999 Scarfies.